# Real Federación Española de Tiro Olímpico
La Real Federación Española de Tiro Olímpico (RFEDETO) es una entidad privada encargada de organizar el tiro deportivo en España, integrando a las federaciones autonómicas correspondientes, clubes, deportistas, jueces, delegados técnicos y entrenadores que se dedican a las diferentes especialidades, olímpicas y no olímpicas, de este deporte.
Es miembro de la Federación Internacional de Tiro Deportivo (ISSF), de la International Practical Shooting Confederation (IPSC), de la Confederación Europea de Tiro (ESC) y de la Confederación Iberoamericana de Tiro (CIT), cuyos estatutos acepta y se obliga a cumplir, y a las que representa en España con carácter exclusivo. Asimismo, también está inscrita en el Comité Olímpico Español, en calidad de federación con pruebas deportivas olímpicas.

## Especialidades deportivas
- Tiro de precisión (armas: carabina, fusil y pistola)
- Tiro al plato (foso olímpico, foso universal, doble foso y skeet)
- Tiro con armas antiguas
- Tiro práctico
- Tiro de alta precisión
- Tiro con armas deportivas de caza
- Tiro con rifle a larga distancia